# Autour rouge
Erythrotriorchis radiatus
Espèce
Statut de conservation UICN

 EN  : En danger
Statut CITES
L'Autour rouge (Erythrotriorchis radiatus) est une espèce d'oiseaux de la famille des Accipitridae.
Il vit dans les savannes boisées du nord et du nord-est de l'Australie particulièrement près des cours d'eau. Il a un grand éventail de proies mais capture surtout des oiseaux.